# 山本熊一
山本 熊一（やまもと くまいち、1889年（明治22年）4月8日 - 1963年（昭和38年）1月17日）は、日本の外交官。外務次官、大東亜次官、駐タイ大使。

## 経歴
山口県出身。1912年（明治45年）、東亜同文書院を卒業。高等文官試験に合格し、1920年（大正9年）に外務事務官となり、トルコ大使館三等書記官、外務省通商局勤務、イギリス大使館二等書記官、満州国大使館二等書記官、同一等書記官、外務省調査部第五課長、同通商局長を歴任した。1940年（昭和15年）東亜局長となり、1941年（昭和16年）10月にはアメリカ局長を兼任した。さらに1942年（昭和17年）外務次官に就任し、同年11月1日大東亜次官に転じた。1944年（昭和19年）駐タイ大使に就任し、そこで終戦を迎えた。
戦後は公職追放を経て
、のちに国際貿易促進協会会長を務めた。

## 栄典
- 1940年（昭和15年）8月15日 - 紀元二千六百年祝典記念章[6]